# Hou Kirke (Langeland)
 For alternative betydninger, se Hou Kirke. (Se også artikler, som begynder med Hou Kirke)
Hou Kirke blev finansieret og bygget af sognets beboere. I starten var den et kapel og blev betjent af præsten i Snøde. 1890 blev Hou Sogn dannet og menigheden fik sin egen præst.
1904 blev tårnet opført. Kirkerummet har 160 siddepladser. Døbefonten er fra 1200. Altersølvet er fra 1875. Alterbilledet er malet af Julius Paulsen Orgelet er et Frobenius orgel fra 1952 med 5 stemmer. Kirkeskibet er en gave fra skipper Boye Larsen, Lohals.
1923 blev et pulpitur indsat, der kom elektrisk lys, og kirkerummet blev malet. 1966 blev kakkelovnen udskiftet med radiatorer og 1973 blev der opsat lampetter.
Sognepræsten Stig Andreas Munch er udover embedet i Hou også præst for Stoense Kirke og Snøde Kirke.
- Hou Kirke
- Kirkerummet
- Prædikestolen
- Kirkeskibet

## Eksterne kilder og henvisninger
- Hou Kirke Arkiveret 31. januar 2011 hos  Wayback Machine hos nordenskirker.dk
- Hou Kirke hos KortTilKirken.dk